# Religioni in Colombia
Il cristianesimo è la religione più diffusa in Colombia. Il Departamento Administrativo Nacional de Estadística colombiano non raccoglie statistiche ufficiali sull'appartenenza religiosa della popolazione, che viene determinata con stime e indagini condotte da varie organizzazioni. Secondo una stima del Pew Research Center del 2010, i cristiani sono il 92,5% della popolazione; l'1% circa della popolazione segue altre religioni e il 6,5% circa della popolazione non segue alcuna religione. Secondo uno studio del 2011 dell'Università di Bogotà, i cristiani sono l'89,4% della popolazione; l'8,2% della popolazione non segue alcuna religione, lo 0,2% della popolazione segue altre religioni e il 2,2% della popolazione non dichiara la propria affiliazione religiosa. Una stima dell'Association of Religion Data Archives (ARDA) riferita al 2015 dà i cristiani al 95,4% circa della popolazione, coloro che non seguono alcuna religione al 2,7% circa della popolazione e coloro che seguono altre religioni allo 0,9% della popolazione, mentre l'1% della popolazione non dichiara la propria affiliazione religiosa.
La costituzione riconosce la libertà di religione e proibisce le discriminazioni religiose. Non c'è una religione di stato, ma la legge afferma che lo stato non è ateo né agnostico né indifferente ai sentimenti religiosi della popolazione. Le organizzazioni religiose devono registrarsi con il Ministero dell'Interno per gestire conti in banca, ricevere donazioni e avere agevolazioni fiscali; le organizzazioni non registrate possono svolgere attività religiosa ma senza godere di questi benefici. Esiste un concordato fra lo stato e la Chiesa cattolica. Lo stato riconosce alla Chiesa cattolica, alla Comunità ebraica e a 13 denominazioni cristiane non cattoliche firmatarie di un accordo pubblico previsto da una legge del 1997 la possibilità di celebrare matrimoni riconosciuti civilmente, di fornire insegnanti di religione per le scuole e di esercitare con i propri cappellani assistenza spirituale negli ospedali, nelle prigioni e nelle caserme. Le organizzazioni religiose riconosciute possono aprire proprie scuole, ma senza sussidi da parte dello stato. Nelle scuole pubbliche l'insegnamento della religione è consentito nell'ambito delle linee guida stabilite dal Ministero dell'Interno; in base ad una sentenza della Corte Costituzionale, è prevista per gli studenti la possibilità di rinunciare alle lezioni di religione. Alcune organizzazioni non governative hanno affermato che in alcune zone del Paese sono state esercitate minacce e commesse violenze contro membri di organizzazioni religiose da parte di gruppi armati illegali. Il Dipartimento di Stato degli Stati Uniti d'America ha evidenziato in proposito che molti di questi esponenti religiosi erano coinvolti anche nella politica e nell'attivismo sociale, per cui appare difficile classificare la maggior parte di questi episodi come basati esclusivamente sull'identità religiosa.

## Religioni presenti

### Cristianesimo
Secondo la stima del Pew Research Center del 2010, i cattolici  rappresentano l'82,3% della popolazione e i protestanti il 10% della popolazione, mentre gli ortodossi e i cristiani di altre denominazioni rappresentano lo 0,2% della popolazione. Secondo lo studio dell'Università di Bogotà del 2011, i cattolici rappresentano il 70,9% della popolazione, mentre i protestanti e i cristiani di altre denominazioni rappresentano il 18,5% della popolazione.
La Chiesa cattolica in Colombia è organizzata con 14 sedi metropolitane, 52 diocesi suffraganee, 10 vicariati apostolici e un ordinariato militare; è presente inoltre un esarcato per i cattolici di rito orientale.
La maggiore corrente protestante in Colombia è costituita dai pentecostali, che riuniscono quasi il 50% dei protestanti colombiani. Gli altri gruppi protestanti presenti nel Paese sono i battisti, gli avventisti del settimo giorno, i luterani e i presbiteriani. Gli anglicani sono presenti con la Diocesi della Colombia della Chiesa episcopale, che fa parte della Comunione anglicana. 
La Chiesa ortodossa è presente con la Chiesa greco-ortodossa e la Chiesa ortodossa serba. 
Fra i cristiani di altre denominazioni vi sono i Testimoni di Geova e la Chiesa di Gesù Cristo dei Santi degli Ultimi Giorni (i Mormoni).

### Altre religioni
Tra le religioni non cristiane, in Colombia sono presenti l'islam e il bahaismo; vi sono anche piccoli gruppi di seguaci dell'ebraismo, dell'induismo e del buddhismo. Alcune tribù indigene seguono l'animismo o forme di sincretismo religioso, in cui credenze indigene vengono mescolate con elementi cristiani.